# Алектра Блу
Алектра Блу (англ. Alektra Blue; род. 9 июня 1983 года) — американская порноактриса.

## Биография
Родилась в Финиксе, Аризона. Детство провела в Далласе, Техас. С раннего возраста, будучи спортивной и выносливой, занималась футболом и участвовала в команде болельщиц поддержки в школе. В январе 2005 года, по совету лучшего друга, Алектра решила попробовать себя в порноиндустрии. Она была номинирована AVN на звание лучшей старлетки 2006 года. Такое выдающееся начало заложило фундамент для карьеры, включающей более 120 появлений во взрослых фильмах. Алектра снималась для многих журналов, таких как Hustler, Club, Cheri, и украшала собой обложки Penthouse и Genesis. Была замужем за исполнителем и режиссёром Пэтом Майне, но сейчас пара в разводе. В апреле 2008 года Блу стала «Киской месяца» журнала Penthouse и подписала эксклюзивный контракт с Wicked Pictures.
По данным на 2023 год, Алектра Блу снялась в более 600 порнофильмах и сценах.

## Награды
- 2006 F.A.M.E. Award — Favorite Rookie Starlet of the Year (с Брэнди Тейлор)[6]
- 2008: AVN Award Best All-Girl Sex Scene-Video (вместе с Sophia Santi, Сэмми Роудс, Энджи Сэвидж и Лекси Тайлер, в фильме Babysitters от Digital Playground)[7]
- 2010 AVN Award — Лучшая сцена группового секса — 2040[8]

### Номинации
- 2006 номинация на AVN Award — Лучшая сцена орального секса — видео за фильм «Suck It Dry» (вместе с Делай Стронг и Джонни Дарко)
- 2007 номинация на AVN Award — Лучшая новая старлетка
- 2009 номинация на AVN Award — Лучшая лесбийская сцена триолизма за фильм «Roller Dollz» (вместе с Кортни Каммз и Тиган Пресли)
- 2009 номинация на AVN Award — Лучшая лесбийская сцена триолизма за фильм «Cockstar» (вместе с Кирстен Прайс и Лекси Тайлер)
- 2010 номинация на AVN Award — Лучшая групповая лесбийская сцена за фильм «House of Wicked» (вместе с Кирстен Прайс, Кейлени Леи, Микайлой и Джессикой Дрейк)
- 2010 номинация на AVN Award — Лучшая сцена орального секса за фильм «Educating Alli»
- 2011 номинация на AVN Award — Лучшая лесбийская сцена триолизма за фильм «Lust» (вместе с Аса Акирой и Бри Бенсон)
- 2011 номинация на AVN Award — Лучшая групповая лесбийская сцена за фильм «Speed» (вместе с Сэнди Вестгейт, Энджи Сэвидж и Софией Санти)
- 2011 номинация на AVN Award — Лучшая сцена группового секса за фильм «Speed»
- 2012 номинация на XBIZ Award — лучшая актриса второго плана — The Rocki Whore Picture Show: A Hardcore Parody[9]
- 2013 номинация на AVN Award — Лучшая актриса за фильм «Next Friday Night»
- 2014 номинация на AVN Award — Лучшая актриса за фильм «Getting Schooled»
- 2015 номинация на AVN Award — Лучшая сцена группового секса за фильм «Orgy Masters 4»

## Фильмография
- 2004 — Club's Room Service
- 2004 — Control 2 / Контроль 2
- 2005 — 18 & In My Dreams
- 2005 — 1 Dick 2 Chicks 4 / 1 член на двух девок 4
- 2005 — Anal Asspirations 2 / Анальные устремления 2
- 2005 — Anal Prostitutes on Video 3 / Анальные Проститутки на Видео 3
- 2005 — An Ass Is A Terrible Thing To Waste
- 2005 — Angels of Debauchery 5 / Развратные Ангелы 5
- 2005 — Apprentass 4
- 2005 — Art Of Love / Искусство Любви
- 2005 — Ass Appeal 3 / Привлекательные Задницы 3
- 2005 — Ass Attack
- 2005 — Ass Attack and I'm Your Slut
- 2005 — Asswhole 2 / Полная Попка 2
- 2005 — Au Natural
- 2005 — Babes Illustrated 16 / Девочки с обложки 16
- 2005 — Baker's Dozen 5 / Чертова дюжина 5
- 2005 — Big Mouthfuls 7
- 2005 — Bitches in Heat 2
- 2005 — Bubble Asscious
- 2005 — Couples 2
- 2005 — Cum Beggars 3
- 2005 — Cum Craving Teens 3 / Тяга Подростков к Сперме 3
- 2005 — Cum Glazed 3 / Сперма Застеклила 3
- 2005 — Cum On In 2 / Кончи Внутрь 2
- 2005 — Cuties Who Go All Ways
- 2005 — David Luger's POV Suck Off 1
- 2005 — Deep Throat This 26 / Это глубокое горло-26
- 2005 — Dirty Blondes 2
- 2005 — Don't Pull Out 1
- 2005 — Erotica XXX 10
- 2005 — Fishnets 3 / Сеточки 3
- 2005 — Fresh Pink 1 / Свежие Девочки 1
- 2005 — Fucking School Girls / Школьные Шлюшки
- 2005 — Gag Factor 18 / Блевотный фактор 18
- 2005 — Girl Crazy 7 / Сумасшедшая Девочка 7
- 2005 — Girlvana 1 / Девчатня 1
- 2005 — Goo 4 Two 2 / Сперма Для Двоих 2
- 2005 — Greatest Tits on Earth
- 2005 — Hand to Mouth 1 / Из Рук в Рот 1
- 2005 — Hardcore Vault 4 / Хранилище Хардкора 4
- 2005 — Hellfire Sex 1
- 2005 — Housewife Bangers 2
- 2005 — Internal Cumbustion 8 / Внутреннее Семяизвержение 8
- 2005 — Internal Discharge 1 / Выстрел во Внутрь 1
- 2005 — Juicy G-spots 3
- 2005 — Kinky Sex
- 2005 — Lesbian Training 1
- 2005 — Lewd Conduct 24
- 2005 — Lick Me Stick Me / Полижи Меня и Вставь Мне
- 2005 — More Dirty Debutantes 315
- 2005 — Mr. Pete Is Unleashed 7
- 2005 — Myne Tease 4 / Моя Дразнилка 4
- 2005 — Myne Tease 5 / Моя Дразнилка 5
- 2005 — No Cum Spitting 2
- 2005 — No Swallowing Allowed 5 / Не смей глотать 5
- 2005 — Nut Busters 6 / Кремовые Булочки 6
- 2005 — Nut Busters 7
- 2005 — Nut Gobblin' Teens
- 2005 — Oop's I Swallowed
- 2005 — Out Numbered 3 / Сбиться со счета 3
- 2005 — Party Mouth
- 2005 — Perverted POV 10
- 2005 — Peter North's POV 8
- 2005 — POV Casting Couch 1
- 2005 — Road Head / Дорожный отсос
- 2005 — Screamin for Semen 1 / Кричащие от спермы 1
- 2005 — Sex Pix
- 2005 — Shane's World College Guide How to Get More Pussy / Путеводитель по Колледжу
- 2005 — Shane's World: Girls Night Out 2 / Ночные девочки 2
- 2005 — South Beach Invasion
- 2005 — Spank Me I'm A Bad Girl
- 2005 — Spunk'd 2 / Спермопоедательницы 2
- 2005 — Spunk'd 3 / Спермопоедательницы 3
- 2005 — Strap It To Me 5 / Свяжите Это ко Мне 5
- 2005 — Stroke It Out 1
- 2005 — Suck Fuck Swallow 3 / Соси, трахайся, глотай 3
- 2005 — Suck It Dry / Отсоси Все до капли
- 2005 — Sweet Cream Pies 1
- 2005 — Teen Cum Dumpsters 2 / Подростки Спермоотстойники 2
- 2005 — Thirst Quenchers
- 2005 — Throat Creamers
- 2005 — Throat Gaggers 9 / Глубоко в глотку 9
- 2005 — Tongues and Twats 2 / Языки и киски 2
- 2005 — Trophy Whores / Трофейные Шлюхи
- 2005 — Voracious 2 / Жадный 2
- 2005 — Wet Detailed and Nailed
- 2005 — Wetter The Better 2 / Чем мокрее, тем лучше 2
- 2005 — Where's The Cum
- 2006 — 4 Finger Club 23 / Клуб четырех пальцев 4
- 2006 — 50 To 1 4
- 2006 — American Ass 5 / Американские Попки 5
- 2006 — American Daydreams 3
- 2006 — Ass Appeal: Special Edition
- 2006 — Bad Ass Blonde Teens
- 2006 — Ben English Fucks Them All
- 2006 — Bring Your A Game / Играй с Моим Очком
- 2006 — Control 3 / Контроль 3
- 2006 — Cumstains 7 / Пятна спермы 7
- 2006 — Cumstains 8 / Пятна Спермы 8
- 2006 — Dark Side Of Mya Luanna / Темная Сторона Мии Луанны
- 2006 — Decline Of Western Civilization
- 2006 — Drowning in Bitch Juice
- 2006 — Dude Your Girlfriend Is In A Porno
- 2006 — Finger Licking Good 3 / Просто пальчики оближешь 3
- 2006 — First Offense 17
- 2006 — First Time Swallows 2
- 2006 — Girls Love Girls / Девочки Любят Девочек
- 2006 — Girls Night Out 2 / Ночные девочки 2
- 2006 — Good Source Of Iron 6 / Хороший Источник Железа 6
- 2006 — Hookers
- 2006 — House Of Sin / Дом Греха
- 2006 — Hung Jury / Манерные Присяжные
- 2006 — I love Big Toys 2 / Я люблю Большие Игрушки 2
- 2006 — Juicy
- 2006 — Knocked Out Tied Up 24
- 2006 — Lezstravaganza 3 / Лесбийская Экстравагантность 3
- 2006 — McKenzie Illustrated
- 2006 — Monster Meat / Мяо монстра
- 2006 — My Sister's Hot Friend 3
- 2006 — Myne Fucked
- 2006 — MyXXXPornSpace.com
- 2006 — Nasty Girls - Wide Open / Непристойные Девчонки - Широко открыты
- 2006 — No Man's Land Interracial Edition 9 / Земля без мужчин: Межрасовый выпуск 9
- 2006 — Nothin' But POV
- 2006 — Pat Myne's POV / Точка зрения Пэта Майна
- 2006 — Perfect Slave: Forced Orgasms
- 2006 — Phat Ass Tits 4
- 2006 — Pop Shots 8 / Популярные выстрелы 8
- 2006 — POV Bang
- 2006 — Pure Sextacy
- 2006 — Pussy Foot'n 17
- 2006 — Scream
- 2006 — Secretary's day / День Секретарш
- 2006 — Sex Addicts: Filling the Need
- 2006 — Socal Coeds 3
- 2006 — Spunk'd 4 / Спермопоедательницы 4
- 2006 — Spunk'd 5 / Спермопоедательницы 5
- 2006 — Spunk'd 6 / Спермопоедательницы 6
- 2006 — Star Whores Too
- 2006 — Suckers 10
- 2006 — Swallow & Smile
- 2006 — Swallow Myne / Глотай у Майна
- 2006 — Swallow My Pride
- 2006 — Take That! The Biggest Pop Shots of Deep Throat This 3
- 2006 — Teen America
- 2006 — Teens in Toyland 3
- 2006 — Ultimate Porn Star
- 2006 — Visitor / Посетитель
- 2006 — What Turns You On
- 2006 — Who's Next in Porn? 5 / Кто следующий в порно? 5
- 2006 — Wild Cherries 4
- 2006 — Young Cummers 3
- 2007 — All Аlone / Всё Сама
- 2007 — Asian Fever Special Edition Featuring Mya Luanna
- 2007 — Ass Is Always Greener
- 2007 — Babysitters / Нянечки
- 2007 — Black Worm / Коррумпированные Души
- 2007 — Blow Me Sandwich 10 / Отсосите Вдвоем 10
- 2007 — Brunettes Do It... Better / Брюнетки Делают Это... Лучше
- 2007 — Cherry Bomb / Вишневая бомба
- 2007 — Creamery / Маслобойня
- 2007 — Cum Hungry Leave Full 3
- 2007 — Deeper 5 / Глубже 5
- 2007 — Double Decker Sandwich 9 / Двойной Бутерброд 9
- 2007 — Fantasy All-Stars 6
- 2007 — Frankencock
- 2007 — Girls Hunting Girls 11
- 2007 — Girls Will Be Girls / Девочки Хотят Быть Девочками
- 2007 — I Love Alektra
- 2007 — I Love Asians 7 / Я Люблю Азиаток 7
- 2007 — Love Jayna
- 2007 — I Love Sammie / Я Люблю Сэмми
- 2007 — Image: Jesse Jane / Джесси Джейн Картинка
- 2007 — Impassioned
- 2007 — Inside Jobs 3
- 2007 — Interactive Sex With Jenna Haze / Интерактивный Секс с Jenna Haze
- 2007 — It Barely Fits / На Грани Соответствия
- 2007 — In Your Dreams
- 2007 — Just My Ass Please 5 / Только в попку пожалуйста 5
- 2007 — Lady Vagina
- 2007 — Lethal Injections 4
- 2007 — Lethal Injections 5 / Смертельные Инъекции 5
- 2007 — Lezstravaganza! 4 / Лесбоэкстравагантность 4
- 2007 — Myne Games 3
- 2007 — Naughty America: 4 Her 1
- 2007 — Nylons / Нейлон
- 2007 — Off The Clock & On The Cock ! / Без Часов, но с яйцами
- 2007 — Power Play
- 2007 — Predator / Хищница
- 2007 — Pussy Cats / Кисски-Пиписски
- 2007 — Sleeping Booty
- 2007 — Slippery When Wet / Скользко Когда Влажно
- 2007 — Star 69: DD
- 2007 — Stuff Dreams Are Made Of / Материал, из Которого Сделаны Мечты
- 2007 — Sweat / Пот
- 2007 — Ties That Bind
- 2007 — Tight & Fresh 4
- 2007 — Total Interactive Control of Alektra Blue / Полный Интерактивный Контроль над Alektra Blue
- 2007 — Trouble With Girls
- 2007 — We All Scream For Ass Cream 2 / Мы Все Кричим, в Попку Сливки Хотим 2
- 2007 — Young Cummers 4 / Молодые соски 4
- 2007 — Young, Hot And Bothered 3 / Молодая, Горячая и Возбуждённая 3
- 2008 — Eighteen To Twenty One
- 2008 — 279 More Pop Shots / 279 Выстрелов
- 2008 — All Girl Zone / Только Девушки
- 2008 — Anal Asspirations 9 / Анальные Устремления 9
- 2008 — Apprentass 9 / Жопопредставление 9
- 2008 — Ass Watcher 5
- 2008 — Big Rack Attack 4 / Большое Стойкое Нападение 4
- 2008 — Breast Seller 3 / Торговля Сиськами 3
- 2008 — Breast Seller 4 / Торговля Сиськами 4
- 2008 — Bree and Kayden /Брии и Кейден
- 2008 — Cockstar / Звёздный Член
- 2008 — Creamery 3 / Маслобойня 3
- 2008 — Cream Team 2 / Сливочная Команда 2
- 2008 — Dreams And Desires / Мечты и Желания
- 2008 — Fantasy All Stars 9 / Фантазия: Все звезды 9
- 2008 — Forever is the Night / Вечная ночь
- 2008 — Gina Lynn's Drowning In Bitch Juice 3 / Тонуть в сучьем соке Джины Линн 3
- 2008 — Heaven or Hell / Рай или Ад
- 2008 — Face Invaders 3 / Захватчики Лица 3
- 2008 — Fallen / Падший
- 2008 — Fame / Известность
- 2008 — Filled To The Rim 5 / Заполнить до Краёв 5
- 2008 — Housewives Hunting Housewives / Домохозяйки, Охотящиеся на Домохозяек
- 2008 — Last Call / Последний вызов
- 2008 — Lesbians Love Sex 2
- 2008 — Lezstravaganza! 6 / Лесбоэкстравагантность 6
- 2008 — Lips 2 Lips / Губы к Губам
- 2008 — Load Warriors / Воины спермы
- 2008 — Lucky Lesbians 3 / Счастливые Лесбиянки 3
- 2008 — Naked Aces 4 / Обнаженные Тузы (Козырные Тузы) 4
- 2008 — Need For Seed 2 / Потребность в Сперме 2
- 2008 — No Man's Land 44 / Земля Без Мужчин 44
- 2008 — Pop Tarts 2
- 2008 — Predator 2: The Return / Хищница 2: Возвращение
- 2008 — Pretty Pussies Please 4 / Пожалуйста Симпатичные Киски 4
- 2008 — Roller Dollz / Куклы на Роликах
- 2008 — Seduction / Соблазнение
- 2008 — Sexy Bitch / Сексуальная Сучка
- 2008 — Shades of Romona / Тени Ромона
- 2008 — Sweat / Пот
- 2008 — Sex In Dangerous Places / Секс в Опасных Местах
- 2008 — Spunk'D 8 / Спермопоедательницы 8
- 2008 — Spread 'Em
- 2008 — Stuff Dreams are Made Of / Материал, из которого сделаны мечты
- 2008 — Tease Before The Please 2 / Сперва Подразни Меня Пожалуйста 2
- 2008 — Top Ten / Топ Десять
- 2008 — Totally Fucked 2 / Полностью Оттраханные 2
- 2008 — Up Skirts / Под Юбкой
- 2008 — Trouble With Young Girls / Веселье с девчонками
- 2008 — Video Nasty 3: Stoya / Грязное Видео 3: Stoya
- 2008 — What Girls Like / Что любят девочки
- 2008 — Who's Killing The Pets / Кто убивает домашних животных
- 2009 — 2040 / 2040
- 2009 — Alektra Fied / Алектра Фид
- 2009 — Battle Of The Babes: Alektra vs Amy Ried / Битва малышек: Алектра Блю против Эми Рид
- 2009 — Best Of No Swallowing Allowed / Не смей глотать - Лучшее
- 2009 — Dinner at Frankie's / Обед с Фрэнки
- 2009 — Educating Alli / Воспитывая Али
- 2009 — Friends 4 Life / Друзья для жизни
- 2009 — Gifted / Одаренная
- 2009 — Girl Meets Boy / Девушка встречает мальчика
- 2009 — House of Wicked / Дом безнравственности
- 2009 — Hush / Тишина
- 2009 — Jana Cova's Juice / Сочная Яна Кова
- 2009 — Lies / Ложь
- 2009 — Making Amends / Причиненный ущерб
- 2009 — Mobster's Ball 2 / Бандитские яйца 2
- 2009 — Most Likely To Suck Seed
- 2009 — Pop Shots 10
- 2009 — Reinvented / Повторное удовольствие
- 2009 — Sex on Set / Секс на съемочной площадке
- 2009 — Spin the Bottle / Вращайте бутылку
- 2009 — Titter
- 2009 — Watch Your Back 3 / Настало время вернуться 3
- 2010 —
- 2010 — Alektra's Dirty Mind / Грязные мысли Алектры
- 2010 — Dreamgirl / Девушка мечты
- 2010 — Lust
- 2010 — Maid to Order / Горничная на заказ
- 2010 — Vow / Клятва